# 懸賞 (相撲)
大相撲の懸賞（おおずもうのけんしょう）は、大相撲の取組で勝利した力士に授与される金銭のことである。同時にその懸賞旗を掲げ「広告」を行うことそのものも指す。

## 概説
2019年（令和元年）9月場所以降、幕内力士の場合1回の取組で1本につき7万円が協賛する企業・団体から提供される。政治利用を避けるため、個人名義の申し込みは認められていない。1991年（平成3年）5月場所から2014年（平成26年）3月場所までは1本が6万円、2014年（平成26年）5月場所から2019年（令和元年）7月場所までは1本が6万2000円だった。申し込みは原則として取組5日前まで、取組指定は取り組み前日（千秋楽除く）の14時までを期限とする。
懸賞金7万円のうち、1万円は日本相撲協会の事務経費（取り組み表への掲載費、会場内の懸賞提供アナウンス費及びその際の企業・団体名含め15字以内のキャッチコピー費）として、5万円は納税充当金として日本相撲協会が獲得者本人名義の預り金として天引きするので、勝利力士は勝ち名乗りに際し懸賞1本当たり手取りで現金1万円を受け取る。この金額配分は2025年（令和7年）5月場所より適用されるもので、従来は納税充当金3万円、現金手取り3万円であったが、セキュリティ面への配慮や担当者の負担軽減などの理由から変更された。
現金が包まれている熨斗袋（封筒）は東京の麻布十番にある長門屋商店で制作されている。
場内アナウンス例
特定のアナウンスだけが長くならないよう、公平に扱う観点から、15字以内に限られている。
- 単数「この取組には、フリー百科事典のウィキペディアから、懸賞があります。」
- 複数（2つの場合）「この取組には、フリー百科事典のウィキペディア、並びに、誰でも記者になれるウィキニュースから、懸賞があります。」
- 複数（3つないしそれ以上の場合）「この取組には、フリー百科事典のウィキペディア、誰でも記者になれるウィキニュース、並びに、投稿・編集自由な辞書のウィクショナリーから、懸賞があります。」

取組に懸賞金がかけられた場合、仕切中に土俵の回りを呼出がスポンサーの企業名や商品名が書かれた懸賞旗を持って回る。この懸賞旗は、スポンサーを希望する企業が蔵前（東京都台東区）にある専門業者に依頼して制作。その後、相撲協会に持ち込むことになっている。懸賞旗は大きさ（縦120cm、横70cm）や旗の上の部分に木の棒、下の部分には金色のモールを付けるなどの厳格な条件がある。
公共放送であるNHKのテレビ中継は、広告放送を禁止した放送法83条に抵触するという判断から、この場面になると遠景からの土俵の撮影に切り替えて、過去1年間の取組対戦成績を記したスーパーを被せる。懸賞を掛けたスポンサー名が読み上げられるため、場内音声を絞った上から解説のコメントを被せる（ただし懸賞の本数について、放送内で言及することはある）。同じくNHKのラジオ中継でも懸賞読み上げの場内音声は絞られ、アナウンサーは勝負の展望やこれまで行なわれた取組の結果を伝える。一方、日本相撲協会ホームページの公式取組映像配信は場内音声もそのまま配信されているため聴くことができる。
横綱・大関クラスの取組ともなると、かなりの数（多い場合は40本以上）の懸賞がかけられる。2005年（平成17年）9月場所千秋楽結びの一番である朝青龍vs栃東は当時史上最多の49本の懸賞がついた。これだけの数になると、仕切りの制限時間の間、懸賞の垂れ幕が土俵を回り続けることになり、仕切りの緊張感を殺ぐという意見が出たため、2006年（平成18年）1月場所からは1つの取組につき50本（東京場所は後述の森永賞を含めて51本）までという制限が設けられた。2006年（平成18年）9月場所千秋楽結びの一番、朝青龍vs白鵬に初の制限いっぱいの51本の懸賞がかけられた。ただし横綱クラスでも毎回のように大量の懸賞がかけられるとは限らない。2008年（平成20年）1月場所で朝青龍の取組にかけられた懸賞は、謹慎処分明けということもあり、横綱としては異例の2本であった。白鵬翔が最多記録となる33度目の優勝を決めた2015年（平成27年）1月場所千秋楽および稀勢の里寛が初優勝を果たした2017年1月場所千秋楽は、懸賞依頼が殺到し、緊急措置として60本（森永賞を含めて61本）の懸賞が設けられ、現在はこれが懸賞最多記録となっている。のちに相撲人気の上昇や懸賞の拡大もあって、2017年（平成29年）3月場所の時点で1つの取り組みにつき最大60本の懸賞が認められている。
懸賞金は原則中入後の取組に懸けられ、十両以下の取組は懸けられない（唯一の例外として1970年（昭和45年）9月場所の十両力士同士の輪島vs長浜〈豊山〉の例あり）が、幕内対十両の取組に懸けることはできる。原則として一場所15日間、毎日懸賞を出すことが求められていたが、2000年（平成12年）からは5本以上であれば1日だけ、あるいは同じ取組に複数本懸賞を出せるようになった。形式は、後援する力士の取組すべてにかけたり、出場力士にかかわらず結びの一番は必ずかけるなど、さまざまである。
相手力士が休場（引退）し、不戦勝となった場合は懸賞を受け取ることができない。この場合既に懸けられていた懸賞については、相撲協会が懸賞を懸けた企業に連絡し、懸け主は同日の他の取組に懸け替えるか、懸賞を取り止めるかのいずれかを選択することになる。例えば2015年（平成27年）5月場所8日目の白鵬vs大砂嵐では40本の懸賞が懸けられていたが、大砂嵐が休場となったため、23本が他の取組に懸け替えられ、17本が取りやめになった。2024年（令和6年）1月場所14日目は結びの一番が照ノ富士の不戦勝となることが当日午前中に決定し、この取組の懸賞のうち14本がその1つ前の琴ノ若vs霧島の取組に掛け替えられた結果、史上最多の63本の懸賞が懸けられた。ただし、NHKの放送では49本懸けられているという説明に留まった。

## 作法
懸賞のかかった一番は、行司は勝ち名乗りの後で、軍配の上に懸賞袋を乗せ、勝ち力士に差し出す。この場合、軍配が三方の代用とされる。
勝ち力士はこれを右手で三つ手刀を切ってから受け取るのが現在は普通になっている。これは昭和の大関・名寄岩静男から始まったもので、彼以前はもっと無造作に受け取るのが普通だったが、名寄岩がこれを無作法で見た目にも良くないとして始めたものを他の力士も次第に真似るようになった。
名寄岩によれば、三つ手刀を切る意味は、〝心〟という字を描くということで、手刀の切りかたも（力士当人から見て）左→中央→右の順だった。「勝負をつかさどる三柱の神への感謝の意で、左→右→中央の順で手刀を切る」という、現在の解釈とはやや異なっている。もっとも懸賞を受け取った後、右に払い心の字を切る力士も多い。
懸賞金の制度は古来の伝統に基づいておらず、手刀を切る手の左右に関しては取り決めも存在せず、昭和30年代まで手刀を切る手や切り方も力士によってまちまちだった。これを見かねた元横綱双葉山定次の時津風理事長から通達が出され、「右手で、左、右、中央と手刀を切る」ことが原則とされた。この後も、逆鉾昭廣（後の井筒）のように左利きの力士が左手で手刀を切っても特別に問題視されることもなかったが、左利きである横綱朝青龍明徳が左手で手刀を切って懸賞金を受け取ったときに、横綱審議委員会の内舘牧子がそれを問題視した。これを受けた2004年9月場所前の力士会における大山の講話では「手刀は右で切る」旨の明言はなく「直すかどうかは本人次第」とし、理事長の北の湖も「所作は右が基本」としながらも「100%やれと言っても難しいかもしれない」と言葉を濁した。朝青龍本人は右で切るよう努力する旨を表明し、これ以降は右で切るようになった。
懸賞金は手刀を切った後、手刀を切った方の手（つまり片手）で受け取るのが普通だったが、近年は1つの取組に掛けられる懸賞金の本数が増えて束が厚くなったこともあり、初日・14日目・千秋楽の横綱戦などで右手で手刀を切った後に両手で懸賞金を受け取る光景が見られるようになっている。
勝負のため血が頭に上り、間違って勝ち力士が懸賞を受け取らずにそのまま土俵から下がる例もしばしば見られる。極めて稀であるが、勝ち力士が手刀を切る際に軍配等に手が当たり、懸賞袋を土俵上に落とす例があるが、その際は足で懸賞袋を拾う習わしである。

## 懸賞本数の記録
1つの取組にかけられた懸賞の本数は、長らく1964年（昭和39年）1月場所の栃ノ海 -大鵬（14日目）、栃ノ海 - 豊山（千秋楽）の26本が最多であったが、2004年（平成16年）1月場所の朝青龍 - 千代大海（14日目）に27本の懸賞がかけられて以降、本数が急増した。

### 取組別記録
| 順位    | 本数 | 取組                      | 場所                            |
| ------- | ---- | ------------------------- | ------------------------------- |
| 例外1位 | 71本 | 若隆景渥 - 若元春港       | 2022年蒼国来引退相撲番外取組    |
| 1位     | 63本 | 霧島鐵力 - 琴ノ若傑太     | 2024年（令和6年）1月場所14日目  |
| 2位     | 61本 | 白鵬翔 - 鶴竜力三郎       | 2015年（平成27年）1月場所千秋楽 |
| 2位     | 61本 | 鶴竜力三郎 - 照ノ富士春雄 | 2015年（平成27年）9月場所千秋楽 |
| 2位     | 61本 | 稀勢の里寛 - 鶴竜力三郎   | 2016年（平成28年）5月場所14日目 |
| 2位     | 61本 | 白鵬翔 - 稀勢の里寛       | 2017年（平成29年）1月場所千秋楽 |
| 2位     | 61本 | 稀勢の里寛 - 御嶽海久司   | 2017年（平成29年）5月場所5日目  |
| 2位     | 61本 | 大の里泰輝 - 豊昇龍智勝   | 2024年（令和6年）9月場所14日目  |
| 7位     | 60本 | 白鵬翔 - 日馬富士公平     | 2015年（平成27年）5月場所千秋楽 |
| 7位     | 60本 | 日馬富士公平 - 白鵬翔     | 2016年（平成27年）1月場所千秋楽 |
| 7位     | 60本 | 貴景勝光信 - 徳勝龍誠     | 2020年（令和2年）1月場所千秋楽  |
| 7位     | 60本 | 照ノ富士春雄 - 貴景勝光信 | 2023年（令和5年）5月場所千秋楽  |
| 7位     | 60本 | 豊昇龍智勝 - 琴櫻将傑     | 2024年（令和6年）5月場所千秋楽  |
| 7位     | 60本 | 照ノ富士春雄 - 若隆景渥   | 2025年（令和7年）1月場所初日    |

### 場所記録
| 順位 | 本数    | 場所                      |
| ---- | ------- | ------------------------- |
| 1位  | 2,455本 | 2024年（令和6年）9月場所  |
| 2位  | 2,325本 | 2023年（令和5年）9月場所  |
| 3位  | 2,160本 | 2018年（平成30年）9月場所 |
| 4位  | 2,153本 | 2017年（平成29年）5月場所 |
| 5位  | 2,088本 | 2024年（令和6年）1月場所  |

- 2015年（平成27年）9月場所、2016年（平成28年）5月場所は50本の上限が特例として解除された一番がある。

### 場所別記録
|          | 本数    | 年                 |
| -------- | ------- | ------------------ |
| 1月場所  | 2,815本 | 2025年（令和7年）  |
| 3月場所  | 2,152本 | 2025年（令和7年）  |
| 5月場所  | 2,153本 | 2017年（平成29年） |
| 7月場所  | 1,759本 | 2024年（令和6年）  |
| 9月場所  | 2,455本 | 2024年（令和6年）  |
| 11月場所 | 1,667本 | 2024年（令和6年）  |

### 場所記録（個人）
| 順位 | 本数  | 力士         | 場所                       |
| ---- | ----- | ------------ | -------------------------- |
| 1位  | 545本 | 白鵬翔       | 2015年（平成27年）1月場所  |
| 2位  | 515本 | 白鵬翔       | 2010年（平成22年）11月場所 |
| 3位  | 487本 | 白鵬翔       | 2016年（平成28年）5月場所  |
| 4位  | 480本 | 照ノ富士春雄 | 2023年（令和5年）5月場所   |
| 5位  | 473本 | 白鵬翔       | 2011年（平成23年）1月場所  |

（記録は1991年（平成3年）5月場所以降、2019年（平成31年）3月場所終了現在）
- 2015年（平成27年）1月場所と同9月場所は50本の上限が特例として解除された一番がある。

### 年間記録（個人）
| 順位 | 本数    | 力士   | 年                 |
| ---- | ------- | ------ | ------------------ |
| 1位  | 2,111本 | 白鵬翔 | 2010年（平成22年） |
| 2位  | 1,990本 | 白鵬翔 | 2012年（平成24年） |
| 3位  | 1,932本 | 白鵬翔 | 2014年（平成26年） |
| 4位  | 1,728本 | 白鵬翔 | 2015年（平成27年） |
| 5位  | 1,613本 | 白鵬翔 | 2009年（平成21年） |

## 企業による懸賞
企業は自社の宣伝に利用している。

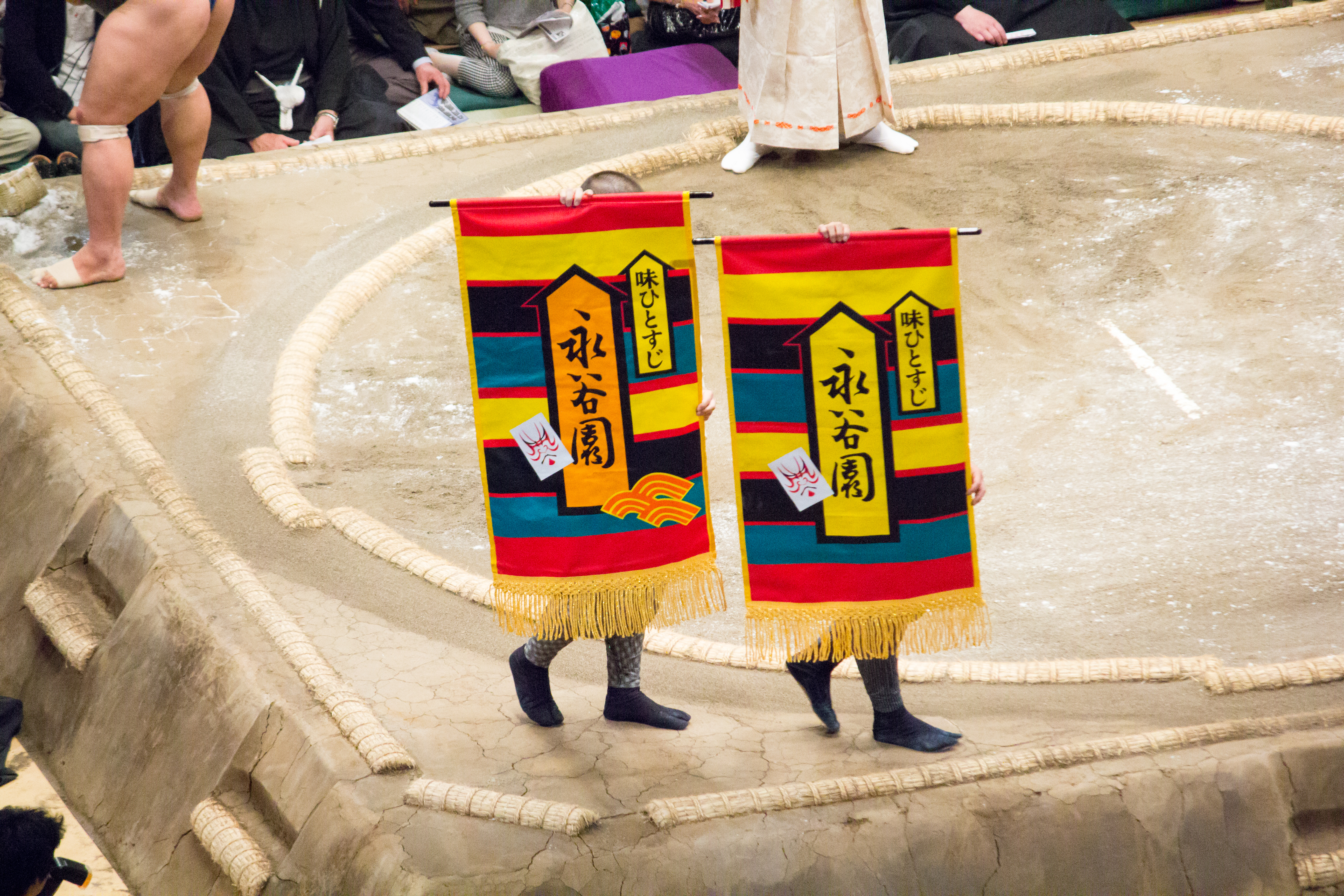
永谷園の懸賞幕（2014年）

同一企業が一つの取組に対し、複数の懸賞をかけることができる。全く同じ懸賞幕・場内放送が複数回連続で流れることもある。
特に永谷園は傾向が顕著で、例えばCMキャラクターに起用していた高見盛精彦の取組に5種類の懸賞をかけ、場内放送も「味ひとすじお茶づけ海苔の永谷園、さけ茶づけの永谷園、梅干茶づけの永谷園、たらこ茶づけの永谷園、わさび茶づけの永谷園」とお茶漬けふりかけの名前を連呼していた（懸賞幕も、それぞれのふりかけパックの図案をそのまま採用していた）。
同様に5回宣伝文句を連呼する懸賞として、日本ツアー中のイギリス歌手のポール・マッカートニーが2013年（平成25年）11月場所でアルバム『NEW』の宣伝のために臨時で提供した際、「ポール・マッカートニー『NEW』発売中!」という文言が5回続けて放送された。
この他にも森永製菓「森永賞」（後述）をはじめとして、清酒大関、毒掃丸、三光丸、イチジク浣腸、豊商事、クリナップ、高須クリニック、タマホーム、伯方の塩、フローラ（HB-101及びニオイノンノ）、大東建託等が懸賞を出している。
中日新聞社は7月場所（名古屋場所）を日本相撲協会と共催していることもあり、7月場所の期間中は毎日最低1本は懸賞を出している。同社が懸賞を出した取組は当日の中日新聞のスポーツ欄で「本日の好取組」として取り上げられる。
日本マクドナルドは、2009年（平成21年）3月場所から懸賞金の提供を始め、2010年（平成22年）からは1場所当たり100本を懸ける「大口スポンサー」だった。野球賭博問題で撤退企業が続出した2010年（平成22年）7月場所でも提供し続けてきたが、東日本大震災の影響で全体的なコスト見直しを迫られる中で、大相撲の懸賞が対象になり、以後、懸賞を取りやめている。
ポケモンはゲームソフト『ポケットモンスターシリーズ』の発売から25周年を迎えたのを機に2021年（令和3年）11月場所（九州場所）から懸賞金の提供を開始。2022年（令和4年）1月場所（初場所）では1社単独では過去最高となる1場所当たり257本を懸けることを明らかにし、一気に「大口スポンサー」となった。
集英社は週刊少年ジャンプで連載している相撲漫画『火ノ丸相撲』の宣伝として2014年11月場所で白鵬翔に懸賞金を提供し、漫画のキャラクターをデザインした懸賞幕を出した。

### 森永賞
森永賞（もりながしょう）は森永製菓協賛の懸賞金。東京場所に限り、観客がミルクキャラメルやチョコレート等の森永製品の空き箱に当日の幕内の注目取組を一番選んで投票する。投票は十両の取り組みが行われる15時半（千秋楽は15時）ごろまで。対象となった取組に於いては勝った力士に森永製菓からの懸賞金が、投票した観客に抽選で記念品（主に森永製品の詰め合わせ）がそれぞれ贈賞される。中入り時に森永賞の対象取組と当選した観客の氏名が発表される。土俵上における呼出の懸賞幕掲揚では、森永賞の懸賞幕は必ず最後に、かつ他の懸賞幕から少し離れて披露されることとなっている。
森永製菓が大相撲に懸賞を出すようになったのは1951年（昭和26年）1月場所からで、現在のように場内のファン投票により懸賞を懸ける一番を決めるようになったのは1952年（昭和27年）1月場所からである。好角家として知られ、日本相撲協会運営審議委員会委員を務めた森永製菓第3代社長森永太平の発案による。なお、森永賞の提供が中止されたのは、1985年（昭和60年）1月場所（グリコ・森永事件の影響によるもの）と、2011年（平成23年）5月（技量審査場所のため）の2度しかない。
2020年（令和2年）7月場所では、新型コロナウイルス感染拡大防止対策により、両国国技館の観客人数を制限して開催されるため、デジタル森永賞を導入。初のインターネットで投票する形式にて行われた。2022年（令和4年）5月場所から従来の国技館での直接投票に戻され、デジタル森永賞は同年1月場所をもって終了となった。

## 過去の時代の懸賞
江戸時代は、感動した取組に対しては、見物客は自分の着物を土俵に投げてその意をあらわした。着物は後刻に力士自身や付け人の手で持ち主へ返され、持ち主はそれと引き換えに何らかの報償を手渡した。このような「投げ祝儀(投げ纏頭とも)」は1909年に旧両国国技館が建造されて以降正式に禁止行為となった。現在でも、大金星や番狂わせがあった時など記憶に残る一番で、会場に座布団が舞う光景が見られるのはこの習わしに由来するのだが、本来の意味はほぼ失われている。
天覧相撲や上覧相撲の勝者は特に、羽織、刀、弓などが下賜された。弓取り式は、寛政3年(1791年)の上覧相撲で将軍徳川家斉から弓を賜った谷風梶之助が、これを手に舞ってみせたのがはじまりとされている。現在でも本場所の千秋楽結び3番「これより三役」で、勝者に弓矢が贈られる。
懸賞制度は1949年（昭和24年）の1月から始まったが、当時の昭和20年代は戦後期だったこともあり、懸賞金以外に米・味噌などの食料品が懸賞に出されることも多かった。現在の様に一律の懸賞金になったのは1960年（昭和35年）の9月場所からである。

## 懸賞を巡る問題・トラブルなど

### 懸賞の手違い
2009年（平成21年）3月場所4日目、朝青龍にかけられる予定だった懸賞が白鵬にかけられるという間違いがあった。このときの企業はコノミヤで、提供者であるコノミヤ会長の芋縄純市は高砂部屋と繋がりが深い。協会は芋縄に謝罪したが、白鵬への返却の要求や、朝青龍への弁済措置は一切行わないと決めており、朝青龍本人もこの手違いを「まあいいよ、俺からの祝儀だ!」と受け入れていた。
2017年（平成29年）9月場所2日目、幕内3取組にかけられる予定だった高須クリニックの懸賞が漏れる手違いがあった。当日観戦に来て取組表を見た院長の高須克弥が相撲協会に抗議した結果、1番目の取組を除き懸賞はかけられた。

### 株式会社ヘルスによる宣伝利用

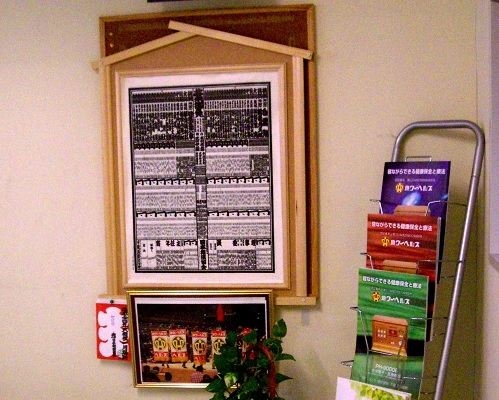
パワーヘルス体験会場の大相撲番付と懸賞旗の写真

医薬品、医療機器等の品質、有効性及び安全性の確保等に関する法律（薬事法）で認可された「頭痛、肩こり、不眠症、慢性便秘の緩解」以外に「乳がんが消えた」、「C型肝炎から助かった」等の他の疾病や症状の緩解又は治癒を宣伝し、「妻が若返って色気が出た」、「ゴルフやゲートボールがうまくなる」と謳う等 、2013年10月17日付で消費者庁から景品表示法違反（優良誤認）の措置命令を受けた家庭用電位治療器パワーヘルスを製造・販売していた株式会社ヘルスは、大相撲の懸賞を自社製品宣伝に利用していた。
自社体験会場は懸賞旗や大相撲番付が飾られ、自社公式サイトでも「株式会社ヘルスは日本相撲協会を応援しています」、「全ての場所に懸賞を懸けております」として、日本相撲協会許諾のもとに第69代横綱白鵬、幕内土俵入りや自社の懸賞旗が並んだ写真を掲載。朝日新聞はヘルス社による大相撲の懸賞を「相撲ダシに高齢者を誘惑」と報道した。2013年4月の消費者庁立ち入り後5月以降は一時懸賞を自粛した。
2014年12月に新規にホームページを開設して懸賞を再開。2016年に日本相撲協会が大相撲懸賞手続のご案内（お願い）で「ホームページ等へ掲載の場合は、『懸賞掲出の報告（告知）』のみに用途を限定し、掲載期間を設定」かつ「企業PR活動またそれを兼ねた活動で使用を厳禁」とした。同年9月にヘルス社の大相撲紹介ページが自社ホームページから削除された。

### 角界不祥事による影響
- 2010年（平成22年）6月に明るみに出た野球賭博問題により同年の7月場所（名古屋場所）は、企業協賛の懸賞金を取り止める企業が続出するなどの大きな影響が出た。
  - 件の7月場所で、まず食品メーカーの永谷園が社会的影響から懸賞金の掲出を中止した[38]。同社は力士大麻事件の際も2008年（平成20年）9月場所の懸賞を200本から100本に減らした。建築用壁紙・カーペット販売会社のルノン[39][40]、複合機メーカーの富士ゼロックス（現:富士フイルムビジネスイノベーション）[41][42]、IHI子会社のIHI汎用ボイラ[43]なども懸賞金を中止し、同場所の懸賞金は15日間で242本（2009年：1033本、前年比：-791本）と激減した。
  - 森永製菓も9月場所以降の『森永賞』の取り扱いについて、諸問題の対応を見て方針を決める意向[43][44]であったが、「相撲協会の改革の方向性がある程度出ている」（同社担当者）ことから、9月場所以降も継続となった[45]。
- 2011年（平成23年）の3月場所（春場所）（大阪）は八百長問題で開催中止となったため、懸賞金自体もすべて中止となっている（対応については大相撲八百長問題#懸賞金を参照）。
- 2011年5月は本場所が開催中止となり、代替に開催された『技量審査場所』（両国国技館）は入場無料である上、天皇賜杯などの表彰等が取りやめとなり、『森永賞』を含めた懸賞の提供自体も行われなかった。

### 東京都の新型コロナウイルス感染防止告知旗
新型コロナウイルス感染拡大防止対策に伴い、開催場所を名古屋から東京に移して行われた2020年（令和2年）7月場所では、日本相撲協会と東京都庁が連携して、新型コロナウイルス感染拡大防止を呼びかける5種類の告知旗を制作し、1日3回掲出することを2020年7月30日に発表。同場所13日目（同年7月31日）から千秋楽（同年8月2日）まで、懸賞旗と同様に土俵に沿って一周するスタイルで呼びかけた。なお、相撲協会が無償で協力するため、懸賞金の支給はない。